# MONOCHROME CHAMELEON
『MONOCHROME CHAMELEON』（モノクローム・カメレオン）は、ザ・グルーヴァーズのアルバム。

## 内容
タイトル曲のみドラムの藤井ヤスチカと共同作詞で行った。

## 批評
CDジャーナルは「クールで淡々とした歌とプレイは、ゴリ押しに迫ってくる感じがなくて気持ちいい。それでいて音は十分に有機的で、生ならではのざらっとした肌触りが快感」と評した。

## 収録曲
1. 鍵穴に突き刺せ
2. 魔法のサムシング
3. 新しいブルーズ、新しいブギー
4. 夢の中でしか
5. ウエイティング・マン
6. 幻想列車
7. モノクローム・カメレオン
8. 爆弾係
9. グット・モーニング・シャングリラ
10. 俺を呼んでよ
11. 俺に落ち度

作詞：藤井一彦(#ALL)・藤井康親(#7)
作曲：藤井一彦、編曲：THE GROOVERS(#ALL)